# Alpiner Skieuropacup 2014/15
Die Saison 2014/2015 des Alpinen Skieuropacups begann für die Herren am 20. November 2014 in Levi und für die Damen am 22. November in Åre. Sie endete in Soldeu am 21. März 2015. Bei den Herren waren 39 Rennen geplant (7 Abfahrten, 6 Super-G, 10 Riesenslaloms, 12 Slaloms, 1 Parallelslalom (City Event) und 3 Super-Kombinationen). Bei den Damen sollten 38 Rennen stattfinden (7 Abfahrten, 5 Super-G, 10 Riesenslaloms, 12 Slaloms, 1 Parallelslalom (City Event) und 3 Super-Kombinationen). Aufgrund verschiedener wetterbedingter Absagen konnten nur 33 bzw. 31 Rennen durchgeführt werden.

## Europacupwertungen

### Gesamtwertung
| Rang | Name               | Land                   | Punkte |
| ---- | ------------------ | ---------------------- | ------ |
| 01   | Riccardo Tonetti   | Italien                | 654    |
| 02   | Thomas Mayrpeter   | Österreich             | 564    |
| 03   | Roland Leitinger   | Österreich             | 540    |
| 04   | Patrick Schweiger  | Österreich             | 519    |
| 05   | Rasmus Windingstad | Norwegen               | 516    |
| 06   | Dave Ryding        | Vereinigtes Königreich | 434    |
| 07   | Thomas Tumler      | Schweiz                | 427    |
| 08   | Johannes Kröll     | Österreich             | 415    |
| 09   | Fernando Schmed    | Schweiz                | 407    |
| 10   | Loïc Meillard      | Schweiz                | 370    |

| Rang | Name               | Land        | Punkte |
| ---- | ------------------ | ----------- | ------ |
| 01   | Ricarda Haaser     | Österreich  | 793    |
| 02   | Ylva Stålnacke     | Schweden    | 578    |
| 03   | Jasmine Flury      | Schweiz     | 557    |
| 04   | Lisa-Maria Zeller  | Österreich  | 531    |
| 05   | Marlene Schmotz    | Deutschland | 514    |
| 06   | Taïna Barioz       | Frankreich  | 494    |
| 07   | Karoline Pichler   | Italien     | 480    |
| 08   | Katharina Truppe   | Österreich  | 477    |
| 09   | Romane Miradoli    | Frankreich  | 462    |
| 10   | Ramona Siebenhofer | Österreich  | 454    |

### Abfahrt
| Rang | Name             | Land       | Punkte |
| ---- | ---------------- | ---------- | ------ |
| 1    | Joachim Puchner  | Österreich | 314    |
| 2    | Markus Dürager   | Österreich | 276    |
| 3    | Thomas Mayrpeter | Österreich | 275    |
| 4    | Johannes Kröll   | Österreich | 273    |
| 5    | Mario Karelly    | Österreich | 259    |

| Rang | Name               | Land        | Punkte |
| ---- | ------------------ | ----------- | ------ |
| 1    | Ramona Siebenhofer | Österreich  | 209    |
| 2    | Jasmine Flury      | Schweiz     | 200    |
| 3    | Tamara Tippler     | Österreich  | 200    |
| 4    | Michaela Wenig     | Deutschland | 158    |
| 5    | Marion Pellissier  | Frankreich  | 105    |

### Super-G
| Rang | Name              | Land       | Punkte |
| ---- | ----------------- | ---------- | ------ |
| 1    | Patrick Schweiger | Österreich | 295    |
| 2    | Thomas Mayrpeter  | Österreich | 289    |
| 3    | Fernando Schmed   | Schweiz    | 238    |
| 4    | Mattia Casse      | Italien    | 216    |
| 5    | Felix Monsén      | Schweden   | 178    |

| Rang | Name            | Land       | Punkte |
| ---- | --------------- | ---------- | ------ |
| 1    | Romane Miradoli | Frankreich | 315    |
| 2    | Jasmine Flury   | Schweiz    | 280    |
| 3    | Mirjam Puchner  | Österreich | 212    |
| 4    | Tamara Tippler  | Österreich | 182    |
| 5    | Nina Ortlieb    | Österreich | 165    |

### Riesenslalom
| Rang | Name               | Land        | Punkte |
| ---- | ------------------ | ----------- | ------ |
| 01   | Roland Leitinger   | Österreich  | 494    |
| 02   | Rasmus Windingstad | Norwegen    | 402    |
| 03   | Loïc Meillard      | Schweiz     | 370    |
| 04   | Cyprien Richard    | Frankreich  | 349    |
| 05   | Dominik Schwaiger  | Deutschland | 310    |

| Rang | Name                | Land       | Punkte |
| ---- | ------------------- | ---------- | ------ |
| 1    | Ricarda Haaser      | Österreich | 563    |
| 2    | Ylva Stålnacke      | Schweden   | 483    |
| 3    | Karoline Pichler    | Italien    | 480    |
| 4    | Marion Bertrand     | Frankreich | 351    |
| 5    | Elisabeth Kappaurer | Österreich | 296    |

### Slalom
| Rang | Name                  | Land                   | Punkte |
| ---- | --------------------- | ---------------------- | ------ |
| 1    | Riccardo Tonetti      | Italien                | 440    |
| 2    | Dave Ryding           | Vereinigtes Königreich | 434    |
| 3    | Bernhard Niederberger | Schweiz                | 336    |
| 4    | Daniel Yule           | Schweiz                | 329    |
| 5    | Marco Schwarz         | Österreich             | 316    |

| Rang | Name               | Land        | Punkte |
| ---- | ------------------ | ----------- | ------ |
| 1    | Lisa-Maria Zeller  | Österreich  | 384    |
| 2    | Marlene Schmotz    | Deutschland | 312    |
| 2    | Katharina Truppe   | Österreich  | 312    |
| 4    | Anna Swenn-Larsson | Schweden    | 286    |
| 5    | Rahel Kopp         | Schweiz     | 269    |

### Super-Kombination
| Rang | Name               | Land               | Punkte |
| ---- | ------------------ | ------------------ | ------ |
| 1    | Bjørnar Neteland   | Norwegen           | 100    |
| 2    | Frederic Berthold  | Österreich         | 080    |
| 3    | Rasmus Windingstad | Norwegen           | 060    |
| 4    | Bryce Bennett      | Vereinigte Staaten | 050    |
| 5    | Nils Mani          | Schweiz            | 045    |

| Rang | Name                  | Land        | Punkte |
| ---- | --------------------- | ----------- | ------ |
| 1    | Marion Pellissier     | Frankreich  | 150    |
| 2    | Maria Therese Tviberg | Norwegen    | 100    |
| 3    | Lena Dürr             | Deutschland | 080    |
| 3    | Ramona Siebenhofer    | Österreich  | 080    |
| 5    | Mina Fürst Holtmann   | Norwegen    | 077    |

## Podestplatzierungen Herren

### Abfahrt
| Datum      | Ort               | 1. Platz                                                         | 2. Platz                                                         | 3. Platz                                                         |
| ---------- | ----------------- | ---------------------------------------------------------------- | ---------------------------------------------------------------- | ---------------------------------------------------------------- |
| 08.01.2015 | Wengen (SUI)      | Patrick Schweiger (AUT)                                          | Thomas Mayrpeter (AUT)                                           | Josef Ferstl (GER)                                               |
| 09.01.2015 | Wengen (SUI)      | Rennen abgesagt, Ersatzrennen am 22. Januar 2015 in Val-d’Isère. | Rennen abgesagt, Ersatzrennen am 22. Januar 2015 in Val-d’Isère. | Rennen abgesagt, Ersatzrennen am 22. Januar 2015 in Val-d’Isère. |
| 15.01.2015 | Zauchensee (AUT)  | Joachim Puchner (AUT)                                            | Andrew Weibrecht (USA)                                           | Mario Karelly (AUT)                                              |
| 16.01.2015 | Zauchensee (AUT)  | Markus Dürager (AUT)                                             | Andreas Sander (GER)                                             | Andrew Weibrecht (USA)                                           |
| 21.01.2015 | Val-d’Isère (FRA) | Daniel Danklmaier (AUT)                                          | Mario Karelly (AUT)                                              | Ralph Weber (SUI)                                                |
| 22.01.2015 | Val-d’Isère (FRA) | Ralph Weber (SUI)                                                | Blaise Giezendanner (FRA)                                        | Nils Mani (SUI)                                                  |
| 03.02.2015 | Sella Nevea (ITA) | Johannes Kröll (AUT)                                             | Vincent Kriechmayr (AUT)                                         | Blaise Giezendanner (FRA)                                        |
| 20.03.2015 | Soldeu (AND)      | Andreas Sander (GER)                                             | Joachim Puchner (AUT)                                            | Johannes Kröll (AUT)                                             |

### Super-G
| Datum      | Ort                        | 1. Platz                                                                   | 2. Platz                                                                   | 3. Platz                                                                   |
| ---------- | -------------------------- | -------------------------------------------------------------------------- | -------------------------------------------------------------------------- | -------------------------------------------------------------------------- |
| 26.11.2014 | Reiteralm (AUT)            | Rennen abgesagt, Ersatzrennen am 24. Februar 2015 in Saalbach-Hinterglemm. | Rennen abgesagt, Ersatzrennen am 24. Februar 2015 in Saalbach-Hinterglemm. | Rennen abgesagt, Ersatzrennen am 24. Februar 2015 in Saalbach-Hinterglemm. |
| 27.11.2014 | Reiteralm (AUT)            | Rennen abgesagt, Ersatzrennen am 25. Februar 2015 in Saalbach-Hinterglemm. | Rennen abgesagt, Ersatzrennen am 25. Februar 2015 in Saalbach-Hinterglemm. | Rennen abgesagt, Ersatzrennen am 25. Februar 2015 in Saalbach-Hinterglemm. |
| 23.01.2015 | Val-d’Isère (FRA)          | Christopher Neumayer (AUT)                                                 | Felix Monsen (SWE)                                                         | Thomas Mayrpeter (AUT)                                                     |
| 29.01.2015 | Crans-Montana (SUI)        | Rennen abgesagt.                                                           | Rennen abgesagt.                                                           | Rennen abgesagt.                                                           |
| 06.02.2015 | Sella Nevea (ITA)          | Rennen abgesagt, Ersatzrennen am 26. Februar 2015 in Sella Nevea.          | Rennen abgesagt, Ersatzrennen am 26. Februar 2015 in Sella Nevea.          | Rennen abgesagt, Ersatzrennen am 26. Februar 2015 in Sella Nevea.          |
| 24.02.2015 | Saalbach-Hinterglemm (AUT) | Rennen abgesagt, Ersatzrennen am 21. März 2015 in Grandvalira.             | Rennen abgesagt, Ersatzrennen am 21. März 2015 in Grandvalira.             | Rennen abgesagt, Ersatzrennen am 21. März 2015 in Grandvalira.             |
| 25.02.2015 | Saalbach-Hinterglemm (AUT) | Patrick Schweiger (AUT)                                                    | Mattia Casse (ITA)                                                         | Aleksander Aamodt Kilde (NOR)                                              |
| 26.02.2015 | Sella Nevea (ITA)          | Fernando Schmed (SUI)                                                      | Thomas Mayrpeter (AUT)                                                     | Florian Scheiber (AUT)                                                     |
| 21.03.2015 | Grandvalira (AND)          | Patrick Schweiger (AUT)                                                    | Fernando Schmed (SUI)                                                      | Riccardo Tonetti (ITA)                                                     |
| 22.03.2015 | Soldeu (AND)               | Mattia Casse (ITA)                                                         | Thomas Mayrpeter (ITA)                                                     | Josef Ferstl (GER)                                                         |

### Riesenslalom
| Datum      | Ort                  | 1. Platz                 | 2. Platz                 | 3. Platz                                 |
| ---------- | -------------------- | ------------------------ | ------------------------ | ---------------------------------------- |
| 20.11.2014 | Levi (FIN)           | Samu Torsti (FIN)        | Rasmus Windingstad (NOR) | Phil Brown (CAN) Dominik Schwaiger (GER) |
| 21.11.2014 | Levi (FIN)           | Phil Brown (CAN)         | Elia Zurbriggen (SUI)    | Roland Leitinger (AUT)                   |
| 18.12.2014 | Pozza di Fassa (ITA) | Rasmus Windingstad (NOR) | Thomas Tumler (SUI)      | Dominik Schwaiger (GER)                  |
| 17.01.2015 | Kirchberg (AUT)      | Rennen abgesagt.         | Rennen abgesagt.         | Rennen abgesagt.                         |
| 26.01.2015 | Lélex (FRA)          | Cyprien Richard (FRA)    | Roland Leitinger (AUT)   | Gino Caviezel (SUI)                      |
| 27.01.2015 | Lélex (FRA)          | Matts Olsson (SWE)       | Mathieu Faivre (FRA)     | Roland Leitinger (AUT)                   |
| 28.01.2015 | Crans-Montana (SUI)  | Loïc Meillard (SUI)      | Roland Leitinger (AUT)   | Rasmus Windingstad (NOR)                 |
| 09.02.2015 | Oberjoch (GER)       | Alexander Schmid (GER)   | Loïc Meillard (SUI)      | Manuel Pleisch (SUI)                     |
| 02.03.2015 | Jasná (SVK)          | Cyprien Richard (FRA)    | Roland Leitinger (AUT)   | Greg Galeotti (FRA)                      |
| 03.03.2015 | Jasná (SVK)          | Adam Žampa (SVK)         | Greg Galeotti (FRA)      | Loïc Meillard (SUI)                      |

### Slalom
| Datum      | Ort                  | 1. Platz                     | 2. Platz                           | 3. Platz                     |
| ---------- | -------------------- | ---------------------------- | ---------------------------------- | ---------------------------- |
| 22.11.2014 | Levi (FIN)           | Sebastian Foss Solevåg (NOR) | Justin Murisier (SUI)              | Alexander Choroschilow (RUS) |
| 23.11.2014 | Levi (FIN)           | Linus Straßer (GER)          | Calle Lindh (SWE)                  | Axel Bäck (SWE)              |
| 17.12.2014 | Deutschnofen (ITA)   | Axel Bäck (SWE)              | Markus Larsson (SWE)               | Stefano Gross (ITA)          |
| 19.12.2014 | Pozza di Fassa (ITA) | Mattias Hargin (SWE)         | Stefano Gross (ITA)                | Daniel Yule (SUI)            |
| 02.01.2015 | Chamonix (FRA)       | Daniel Yule (SUI)            | Julien Lizeroux (FRA)              | Dominik Stehle (GER)         |
| 03.01.2015 | Chamonix (FRA)       | Daniel Yule (SUI)            | Dave Ryding (GBR)                  | Philipp Schmid (GER)         |
| 18.01.2015 | Kirchberg (AUT)      | Rennen abgesagt.             | Rennen abgesagt.                   | Rennen abgesagt.             |
| 10.02.2015 | Oberjoch (GER)       | Dominik Stehle (DEU)         | Riccardo Tonetti (ITA)             | Cristian Deville (ITA)       |
| 21.02.2015 | Jaun (SUI)           | Riccardo Tonetti (ITA)       | Mark Engel (USA)                   | Marco Schwarz (AUT)          |
| 22.02.2015 | Jaun (SUI)           | Marco Schwarz (AUT)          | Bernhard Niederberger (SUI)        | Ramon Zenhäusern (SUI)       |
| 16.03.2015 | Kranjska Gora (SLO)  | Riccardo Tonetti             | Michael Matt Bernhard Niederberger |                              |

### Super-Kombination
| Datum      | Ort                 | 1. Platz               | 2. Platz                | 3. Platz                 |
| ---------- | ------------------- | ---------------------- | ----------------------- | ------------------------ |
| 30.01.2015 | Crans-Montana (SUI) | Rennen abgesagt.       | Rennen abgesagt.        | Rennen abgesagt.         |
| 04.02.2015 | Sella Nevea (ITA)   | Bjørnar Neteland (NOR) | Frederic Berthold (AUT) | Rasmus Windingstad (NOR) |

### City Event
| Datum      | Ort             | 1. Platz             | 2. Platz        | 3. Platz          |
| ---------- | --------------- | -------------------- | --------------- | ----------------- |
| 15.12.2014 | St. Vigil (ITA) | Truls Johansen (NOR) | AJ Ginnis (USA) | Dave Ryding (GBR) |

## Podestplatzierungen Damen

### Abfahrt
| Datum      | Ort                | 1. Platz                                                          | 2. Platz                                                          | 3. Platz                                                          |
| ---------- | ------------------ | ----------------------------------------------------------------- | ----------------------------------------------------------------- | ----------------------------------------------------------------- |
| 03.12.2014 | Hemsedal (NOR)     | Rennen abgesagt.                                                  | Rennen abgesagt.                                                  | Rennen abgesagt.                                                  |
| 04.12.2014 | Hemsedal (NOR)     | Rennen abgesagt.                                                  | Rennen abgesagt.                                                  | Rennen abgesagt.                                                  |
| 16.01.2015 | St. Moritz (SUI)   | Rennen abgesagt.                                                  | Rennen abgesagt.                                                  | Rennen abgesagt.                                                  |
| 17.01.2015 | St. Moritz (SUI)   | Rennen abgesagt.                                                  | Rennen abgesagt.                                                  | Rennen abgesagt.                                                  |
| 28.01.2015 | Innerkrems (AUT)   | Rennen abgesagt, Ersatzrennen am 28. Januar 2015 in Hinterstoder. | Rennen abgesagt, Ersatzrennen am 28. Januar 2015 in Hinterstoder. | Rennen abgesagt, Ersatzrennen am 28. Januar 2015 in Hinterstoder. |
| 28.01.2015 | Hinterstoder (AUT) | Jasmine Flury (SUI)                                               | Mirjam Puchner (AUT)                                              | Tamara Tippler (AUT)                                              |
| 31.01.2015 | Innerkrems (AUT)   | Rennen abgesagt.                                                  | Rennen abgesagt.                                                  | Rennen abgesagt.                                                  |
| 19.03.2015 | Soldeu (AND)       | Ramona Siebenhofer (AUT)                                          | Michaela Wenig (GER)                                              | Marion Pellissier (FRA)                                           |
| 20.03.2015 | Soldeu (AND)       | Rennen wegen zu hoher Temperaturen abgebrochen.                   | Rennen wegen zu hoher Temperaturen abgebrochen.                   | Rennen wegen zu hoher Temperaturen abgebrochen.                   |
| 21.03.2015 | Soldeu (AND)       | Tamara Tippler (AUT)                                              | Ramona Siebenhofer (AUT)                                          | Michaela Wenig (GER)                                              |

### Super-G
| Datum      | Ort                | 1. Platz                    | 2. Platz              | 3. Platz                  |
| ---------- | ------------------ | --------------------------- | --------------------- | ------------------------- |
| 29.11.2014 | Kvitfjell (NOR)    | Rennen abgesagt.            | Rennen abgesagt.      | Rennen abgesagt.          |
| 30.11.2014 | Kvitfjell (NOR)    | Rennen abgesagt.            | Rennen abgesagt.      | Rennen abgesagt.          |
| 18.01.2015 | St. Moritz (SUI)   | Rennen abgesagt.            | Rennen abgesagt.      | Rennen abgesagt.          |
| 28.01.2015 | Hinterstoder (AUT) | Marion Pellissier (FRA)     | Romane Miradoli (FRA) | Tamara Tippler (AUT)      |
| 29.01.2015 | Hinterstoder (AUT) | Jasmine Flury (SUI)         | Tamara Tippler (AUT)  | Anna Hofer (ITA)          |
| 16.02.2015 | Davos (SUI)        | Romane Miradoli (FRA)       | Federica Sosio (ITA)  | Ramona Siebenhofer (AUT)  |
| 17.02.2015 | Davos (SUI)        | Jasmine Flury (SUI)         | Nina Ortlieb (AUT)    | Mina Fürst Holtmann (NOR) |
| 22.03.2015 | Soldeu (AND)       | Lisa Magdalena Agerer (ITA) | Jasmine Flury (SUI)   | Mina Fürst Holtmann (NOR) |

### Riesenslalom
| Datum      | Ort                 | 1. Platz                                                             | 2. Platz                                                             | 3. Platz                                                             |
| ---------- | ------------------- | -------------------------------------------------------------------- | -------------------------------------------------------------------- | -------------------------------------------------------------------- |
| 25.11.2014 | Trysil (NOR)        | Rennen abgesagt, Ersatzrennen am 1. Dezember 2014 in Hemsedal.       | Rennen abgesagt, Ersatzrennen am 1. Dezember 2014 in Hemsedal.       | Rennen abgesagt, Ersatzrennen am 1. Dezember 2014 in Hemsedal.       |
| 28.11.2014 | Kvitfjell (NOR)     | Rennen abgesagt, Ersatzrennen am 2. Dezember 2014 in Hemsedal.       | Rennen abgesagt, Ersatzrennen am 2. Dezember 2014 in Hemsedal.       | Rennen abgesagt, Ersatzrennen am 2. Dezember 2014 in Hemsedal.       |
| 01.12.2014 | Hemsedal (NOR)      | Karoline Pichler (ITA)                                               | Ricarda Haaser (AUT)                                                 | Lisa Blomqvist (SWE)                                                 |
| 02.12.2014 | Hemsedal (NOR)      | Karoline Pichler (ITA)                                               | Lisa Blomqvist (SWE)                                                 | Ricarda Haaser (AUT)                                                 |
| 12.12.2014 | Andalo (ITA)        | Rennen abgesagt, Ersatzrennen am 18. Dezember 2014 in Valtournenche. | Rennen abgesagt, Ersatzrennen am 18. Dezember 2014 in Valtournenche. | Rennen abgesagt, Ersatzrennen am 18. Dezember 2014 in Valtournenche. |
| 16.12.2014 | Courchevel (FRA)    | Rennen abgesagt, Ersatzrennen am 19. Dezember 2014 in Valtournenche. | Rennen abgesagt, Ersatzrennen am 19. Dezember 2014 in Valtournenche. | Rennen abgesagt, Ersatzrennen am 19. Dezember 2014 in Valtournenche. |
| 18.12.2014 | Valtournenche (ITA) | Ylva Stålnacke (SWE)                                                 | Karoline Pichler (ITA)                                               | Ricarda Haaser (AUT)                                                 |
| 19.12.2014 | Valtournenche (ITA) | Ylva Stålnacke (SWE)                                                 | Karoline Pichler (ITA)                                               | Marion Bertrand (SWE)                                                |
| 06.01.2015 | Zinal (SUI)         | Ricarda Haaser (AUT)                                                 | Karoline Pichler (ITA)                                               | Morane Sandraz (FRA)                                                 |
| 07.01.2015 | Zinal (SUI)         | Ricarda Haaser (AUT)                                                 | Sara Hector (SWE)                                                    | Marion Bertrand (FRA)                                                |
| 21.01.2015 | Zell am See (AUT)   | Kathrin Zettel (AUT)                                                 | Ylva Stålnacke (SWE)                                                 | Eva-Maria Brem (AUT)                                                 |
| 22.01.2015 | Zell am See (AUT)   | Wendy Holdener (SUI)                                                 | Taïna Barioz (FRA)                                                   | Stephanie Brunner (AUT)                                              |
| 04.02.2015 | Innichen (ITA)      | Ricarda Haaser (AUT)                                                 | Anne-Sophie Barthet (FRA)                                            | Ylva Stålnacke (SWE)                                                 |
| 27.02.2015 | Monte Pora (ITA)    | Marion Bertrand (FRA)                                                | Ylva Stålnacke (SWE)                                                 | Taïna Barioz (FRA)                                                   |

### Slalom
| Datum      | Ort                  | 1. Platz                                                       | 2. Platz                                                       | 3. Platz                                                       |
| ---------- | -------------------- | -------------------------------------------------------------- | -------------------------------------------------------------- | -------------------------------------------------------------- |
| 22.11.2014 | Åre (SWE)            | Rennen abgesagt, Ersatzrennen am 3. Dezember 2014 in Hemsedal. | Rennen abgesagt, Ersatzrennen am 3. Dezember 2014 in Hemsedal. | Rennen abgesagt, Ersatzrennen am 3. Dezember 2014 in Hemsedal. |
| 23.11.2014 | Åre (SWE)            | Rennen abgesagt, Ersatzrennen am 4. Dezember 2014 in Hemsedal. | Rennen abgesagt, Ersatzrennen am 4. Dezember 2014 in Hemsedal. | Rennen abgesagt, Ersatzrennen am 4. Dezember 2014 in Hemsedal. |
| 28.11.2014 | Trysil (NOR)         | Rennen abgesagt, Ersatzrennen am 16. Dezember 2014 in Zinal.   | Rennen abgesagt, Ersatzrennen am 16. Dezember 2014 in Zinal.   | Rennen abgesagt, Ersatzrennen am 16. Dezember 2014 in Zinal.   |
| 03.12.2014 | Hemsedal (NOR)       | Lisa Blomqvist (SWE)                                           | Julia Dygruber (AUT)                                           | Nadja Vogel (SUI)                                              |
| 04.12.2014 | Hemsedal (NOR)       | Julia Dygruber (AUT)                                           | Marlene Schmotz (GER)                                          | Charlotte Chable (SUI)                                         |
| 13.12.2014 | St. Vigil (ITA)      | Rennen abgesagt.                                               | Rennen abgesagt.                                               | Rennen abgesagt.                                               |
| 15.12.2014 | Zinal (SUI)          | Nastasia Noens (FRA)                                           | Sara Hector (SWE)                                              | Christina Ager (AUT)                                           |
| 16.12.2014 | Zinal (SUI)          | Marlene Schmotz (GER)                                          | Anna Swenn-Larsson (SWE)                                       | Marina Wallner (GER)                                           |
| 17.12.2014 | Courchevel (FRA)     | Rennen abgesagt, Ersatzrennen am 15. Dezember 2014 in Zinal.   | Rennen abgesagt, Ersatzrennen am 15. Dezember 2014 in Zinal.   | Rennen abgesagt, Ersatzrennen am 15. Dezember 2014 in Zinal.   |
| 08.01.2015 | Melchsee-Frutt (SUI) | Katharina Truppe (AUT)                                         | Veronika Velez-Zuzulová (SVK)                                  | Michelle Gisin (SUI)                                           |
| 09.01.2015 | Melchsee-Frutt (SUI) | Anne-Sophie Barthet (FRA)                                      | Taïna Barioz (FRA)                                             | Marina Wallner (GER)                                           |
| 20.01.2015 | Zell am See (AUT)    | Šárka Strachová (CZE)                                          | Anna Swenn-Larsson (SWE)                                       | Marie-Michèle Gagnon (CAN)                                     |
| 05.02.2015 | Innichen (ITA)       | Charlotta Säfvenberg (SWE)                                     | Nathalie Eklund (SWE)                                          | Denise Feierabend (SUI)                                        |
| 19.02.2015 | Bad Wiessee (GER)    | Chiara Costazza (ITA)                                          | Maren Wiesler (GER)                                            | Mireia Gutiérrez (AND)                                         |
| 20.02.2015 | Bad Wiessee (GER)    | Denise Feierabend (SUI)                                        | Lisa-Maria Zeller (AUT)                                        | Marlene Schmotz (GER)                                          |
| 26.02.2015 | Monte Pora (ITA)     | Anna Swenn-Larsson (SWE)                                       | Nathalie Eklund (SWE)                                          | Laurie Mougel (FRA)                                            |

### Super-Kombination
| Datum      | Ort                | 1. Platz                                                          | 2. Platz                                                          | 3. Platz                                                          |
| ---------- | ------------------ | ----------------------------------------------------------------- | ----------------------------------------------------------------- | ----------------------------------------------------------------- |
| 29.11.2014 | Kvitfjell (NOR)    | Rennen abgesagt.                                                  | Rennen abgesagt.                                                  | Rennen abgesagt.                                                  |
| 29.01.2015 | Innerkrems (AUT)   | Rennen abgesagt, Ersatzrennen am 29. Januar 2015 in Hinterstoder. | Rennen abgesagt, Ersatzrennen am 29. Januar 2015 in Hinterstoder. | Rennen abgesagt, Ersatzrennen am 29. Januar 2015 in Hinterstoder. |
| 29.01.2015 | Hinterstoder (AUT) | Marion Pellissier (FRA)                                           | Lena Dürr (GER)                                                   | Maren Skjøld (NOR)                                                |
| 19.03.2015 | Soldeu (AND)       | Maria Therese Tviberg (NOR)                                       | Ramona Siebenhofer (AUT)                                          | Marlene Schmotz (GER)                                             |

### City Event
| Datum      | Ort             | 1. Platz         | 2. Platz         | 3. Platz         |
| ---------- | --------------- | ---------------- | ---------------- | ---------------- |
| 13.12.2014 | St. Vigil (ITA) | Rennen abgesagt. | Rennen abgesagt. | Rennen abgesagt. |